# 3600 Archimedes
3600 Archimedes је астероид главног астероидног појаса чија средња удаљеност од Сунца износи 2,564 астрономских јединица (АЈ).
Апсолутна магнитуда астероида је 12,9.